# Ford GT40

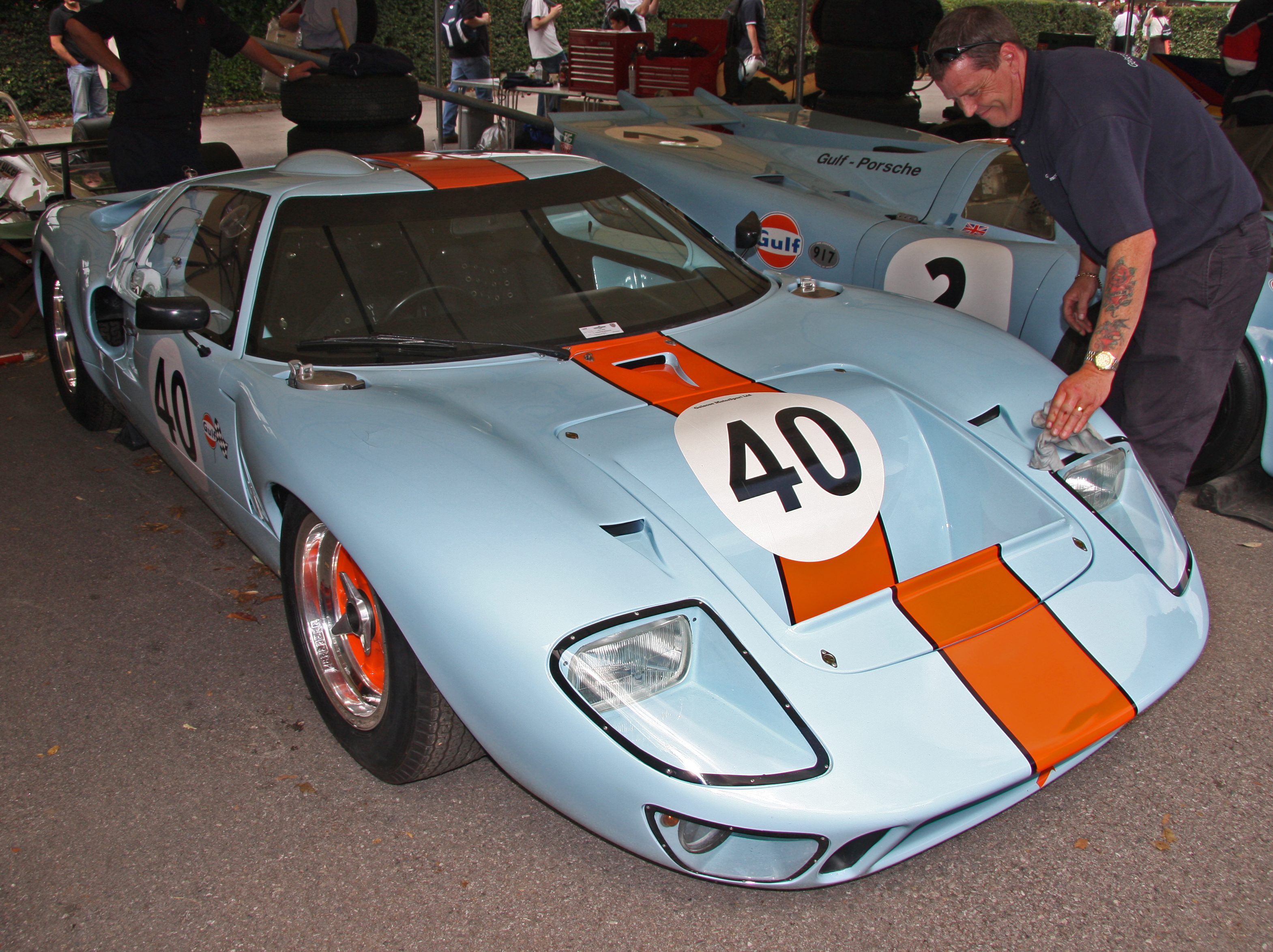
Ford GT40

O Ford GT40 foi um carro de corrida americano de resistência de alto desempenho da Ford Motor Company, criado por ordens de Henry Ford II para correr nas 24 Horas de Le Mans e destruir o reinado da Ferrari. Isso porque Enzo Ferrari desistiu da venda de sua empresa à Ford na última hora e então, para Henry Ford II era questão de honra bater a Ferrari em seu território de domínio. E conseguiu com louvor.
Foi quatro vezes vencedor das 24 Horas de Le Mans, entre 1966 e 1969. Não só isso, pois ao destronar o domínio da Ferrari, foi a primeira empresa americana a vencer a corrida e, de quebra, de forma invicta, pois venceu todas as vezes em que participou.
Após sua sequência de vitórias em Le Mans recebeu o apelido de "matador  de Ferraris"!
Correu no Brasil pelo Campeonato Carioca de Automobilismo. Foi criado em 1960 e em 1969 parou de ser produzido.
O modelo original, o primeiro a bater a Ferrari em Le Mans, está avaliado em mais de 8 milhões de dólares.

## História
Henry Ford II queria um Ford no Le Mans desde o início dos anos 1960. No início de 1963, a Ford teria recebido, através de um intermediário europeu, a notícia de que Enzo Ferrari estava interessado em vender para a Ford Motor Company. A Ford então gastou vários milhões de dólares em uma auditoria dos ativos da fábrica da Ferrari e em negociações legais, apenas para que a Ferrari interrompesse unilateralmente as negociações em um estágio final devido a disputas sobre a capacidade de dirigir corridas de rodas abertas. A Ferrari queria continuar sendo a única operadora da divisão de esportes a motor de sua empresa, mas ficou furiosa quando lhe disseram que não teria permissão para competir no Indianapolis 500 se o acordo fosse concluído, já que a Ford colocou os carros da Indy usando seu próprio motor, assim não queria a concorrência da Ferrari. Enzo interrompeu o negócio por despeito e Henry Ford II, enfurecido, direcionou sua divisão de corridas para encontrar uma empresa que pudesse construir um batedor de Ferrari no circuito mundial de corridas de resistência. O carro teve a direção de construção por Carrol Shelby e o piloto Ken Milles que moldaram o carro que bateu mais de 3 recordes de voltas em uma mesma Le Mans, ganhando de 1966 a 1969 seguidas corridas, ganhando o título de “Killers of Ferraris” (matador de Ferraris). Ray., Hutton,. Ford GT40. [S.l.: s.n.] p. 12. ISBN 978-1907085680. OCLC 1019613496
Para esse fim, a Ford iniciou as negociações com a Lotus, Lola e Cooper. Cooper não tinha experiência em GT ou protótipo e seus desempenhos na Fórmula 1 estavam em declínio. Foi retratado no filme Ford vs Ferrari de 2019 do diretor James Mangold. O filme venceu alguns prêmios, além de receber quatro indicações no Oscar 2020, incluindo a indicação de melhor filme do ano, vencendo duas estatuetas, a de melhor edição de som e a de melhor montagem.